# Brule (condado de Douglas, Wisconsin)
Brule es un pueblo ubicado en el condado de Douglas en el estado estadounidense de Wisconsin. En el Censo de 2010 tenía una población de 656 habitantes y una densidad poblacional de 4,53 personas por km².

## Geografía
Según la Oficina del Censo de los Estados Unidos, Brule tiene una superficie total de 144.67 km², de la cual 143.48 km² corresponden a tierra firme y (0.82%) 1.18 km² es agua.

## Demografía
Según el censo de 2010, había 656 personas residiendo en Brule. La densidad de población era de 4,53 hab./km². De los 656 habitantes, Brule estaba compuesto por el 96.49% blancos, el 0.61% eran afroamericanos, el 0.76% eran amerindios, el 0% eran asiáticos, el 0% eran isleños del Pacífico, el 0.15% eran de otras razas y el 1.98% pertenecían a dos o más razas. Del total de la población el 0% eran hispanos o latinos de cualquier raza.